# World Ocean Review
Der World Ocean Review ist ein mittlerweile in acht Bänden erschienener umfassender Bericht, der den Zustand der Weltmeere, die Wirkungszusammenhänge zwischen dem Ozean und ökologischen, ökonomischen und gesellschaftspolitischen Bedingungen aufzeigt. Er soll die breite Öffentlichkeit über den Zustand der Meere unterrichten. Der World Ocean Review erscheint in deutscher und englischer Sprache. Der achte Bericht in deutscher Sprache erschien Mitte November 2023. Die englische Fassung erscheint Anfang 2024.
Herausgegeben werden die Bände in gedruckter Form durch die von Nikolaus Gelpke gegründete, gemeinnützige Gesellschaft maribus im Mareverlag. Alle Ausgaben stehen frei zugänglich als PDF auf der Homepage des Projektes zur Verfügung oder können dort kostenlos bestellt werden.

## Inhalt
Die Inhalte der World Ocean Reviews spiegeln laut eigenen Angaben den aktuellen Stand der Wissenschaft wider, dies wurde durch die enge Kooperation des Exzellenzclusters „Ozean der Zukunft“ aus Kiel, des International Ocean Institutes aus Malta und des herausgebenden Mare-Verlages erreicht. Seit der fünften Ausgabe ist zudem das Konsortium Deutsche Meeresforschung (KDM) Kooperationspartner.
Die Themen, mit denen sich der World Ocean Review befasst, sind sehr nah an die Forschungsbereiche der kooperierenden Institutionen angelehnt. Sie werden im Einzelnen sprachlich und visuell, sachlich verständlich vorgestellt. Die Spanne der Fachgebiete reicht von einer Einführung in das Klimasystem Erde, über Fossile Brennstoffe aus dem Ozean bis hin zum Internationalen Seerecht. Die gesamte Arbeit steht unter dem Motto: „Mit den Meeren leben“.
Viele nationale und internationale Forscher haben in den Berichten zahlreiche Studien aus Klima- und Meeresforschung zusammengefasst. Der „World Ocean Review“ erschien 2010 das erste Mal und wird in regelmäßigen Abständen herausgegeben. Die wissenschaftlich gesicherten Erkenntnisse sollen all denen dienen, die sich aktiv und fundiert an den aktuellen Diskussionen im Umfeld der Meeresforschung beteiligen möchten.
Der erste Band hat sich allgemein mit den Themen des Ozeans beschäftigt. Die Ausgaben 2 bis 6 widmen sich spezielleren Fragen rund um unsere Meere. Der siebte Band ist wiederum ein alle wesentlichen Themen umfassender Bericht, wohingegen der achte Band die konkrete Frage erörtert, wie der Ozean (noch) mehr Kohlendioxid aufnehmen soll. 

## World Ocean Review Band 8: Klimaretter Ozean? Wie das Meer (noch) mehr Kohlendioxid aufnehmen soll                  (2024)
Die achte Ausgabe des World Ocean Review erörtert die Frage: Wie soll der Mensch den Klimawandel wirkungsvoll begrenzen? Oberste Priorität haben sicherlich Maßnahmen zur Vermeidung von Treibhausgas-Emissionen. Fakt ist mittlerweile aber auch, dass wir der Atmosphäre in den kommenden Jahrzehnten viel Kohlendioxid entnehmen und sicher einlagern müssen. Kann oder sogar muss uns der Ozean bei dieser Aufgabe helfen? Der achte „World Ocean Review“ (WOR Nr. 8) erläutert diese Frage anhand der Rolle des Ozeans im Kohlenstoffkreislauf der Erde und stellt Vorteile, Risiken und Wissenslücken zu den wichtigsten meeresbasierten Verfahren zur Kohlendioxid-Entnahme vor.

## World Ocean Review Band 7: Lebensgarant Ozean - nachhaltig nutzen, wirksam schützen   (2021)
Kapitel
1. Unsere Ozeane - Quelle des Lebens
Dieses Kapitel gibt eine Einführung in die Bedeutung der Meere für die Menschheit und stellt die Ökosystemleistungen dar, die die Ozeane erbringen.
2. Der Ozean im Klimawandel
Hier werden unter anderem die Zusammenhänge zwischen der CO2 Aufnahme des Ozeans, dem Klimawandel und den damit verbundenen Gefahren für das Ökosystem Ozean auf Grundlage des neuesten Wissensstandes erklärt. Sauerstoffarmut, Ozeanversauerung, Meeresspiegelanstieg und der Verlust der Artenvielfalt im Meer als Folge der Klimaerwärmung werden erläutert.
3. Nahrung aus dem Meer
Es wird die Wichtigkeit des Nahrungsmittels Fisch und der Fischerei beschrieben, als auch die gewaltigen Probleme der Überfischung. Vor- und Nachteile der Aquakultur werden diskutiert sowie  Methoden des Fischereimanagements.
4. Transporte über das Meer
Dieses Kapitel behandelt hauptsächlich wirtschaftliche Aspekte des Weltseeverkehrs, beschäftigt sich aber auch mit der zunehmenden Verantwortung der Seeschifffahrt im Zeichen des Klimawandels.
5. Energie und Rohstoffe aus dem Meer
Fossile Brennstoffe, marine Mineralische Rohstoffe, Methanhydrat, offshore Gewinnung von regenerativer Energie bergen großes Potential für die Menschen, aber auch Gefahren nicht nur für das Klima und die Umwelt. All dies wird in diesem Kapitel behandelt.
6. Die Verschmutzung der Meere
Schadstoffe im Meer sind nicht nur für die marine Flora und Fauna eine Gefahr, sondern betreffen über die Nahrungskette auch den Menschen. Der größte Anteil des Mülls, wie z. B. des Plastikmülls, stammen dabei aus Quellen an Land. Welche Maßnahmen getroffen worden und zu treffen sind, wird hier erörtert.
7. Der Wettstreit um die genetische Vielfalt de Meere
Heutzutage können nicht  nur neue Wirkstoffe aus marinen Lebewesen (beispielsweise zur Krebstherapie) gewonnen werden, sondern es kann auch Ursachenforschung zur Krankheitsentstehung betrieben werden. Mit der Entschlüsselung neuer Substanzen, der Erforschung teilweise sehr alter Krankheiten und der rechtlichen Situation der marinen Medizinforschung befasst sich dieses Kapitel.
8. Anspruch und Wirklichkeit des Meeresmanagements
In diesem Kapitel wird auf die Rechtsordnung der Ozeane eingegangen und es werden Wege aufgezeigt, wie man mit Hilfe neuer Ansätze beim Meeresmanagements über Sektoren und Ländergrenzen hinweg zu Problemlösungen gelangen kann.

## World Ocean Review Band 6: Arktis und Antarktis – extrem, klimarelevant, gefährdet                  (2019)
Die sechste Ausgabe des World Ocean Review behandelt Arktis und Antarktis. Er beschreibt die Entstehungs- und Entdeckungsgeschichte der Polarregionen, die Rolle, die sie für das Weltklima spielen, die zu beobachtenden Veränderungen in der Tier- und Pflanzenwelt sowie die zum Teil schon dramatischen Folgen, die der Klimawandel in diesen äußerst gefährdeten Regionen verursacht.

## World Ocean Review Band 5: Die Küsten – ein wertvoller Lebensraum unter Druck                        (2017)
Die fünfte Ausgabe des World Ocean Review beschäftigt sich mit dem Lebensraum Küste und den vielfältigen Erwartungen, die an diesen Lebensraum gestellt werden.

## World Ocean Review Band 4: Der nachhaltige Umgang mit unseren Meeren – von der Idee zur Strategie    (2015)
Im vierten Band des World Ocean Review geht es um das Thema Nachhaltigkeit im Bezug auf den Ozean. Er behandelt die Definition des Begriffes bis hin zur konkreten Konzeptvorstellung für nachhaltige Ozean Entwicklung.

## World Ocean Review Band 3: Rohstoffe aus dem Meer – Chancen und Risiken  (2014)
Der WOR 3 befasst sich mit der Nutzung der Weltmeere als Rohstofflieferanten. Die Kapitel behandeln die seit über 100 Jahren stattfindende Gewinnung von Erdgas und Erdöl, das noch junge Thema des Abbaus von Metallen (Manganknollen), die potentielle zukünftige Förderung von Methanhydrat sowie die sich jeweils daraus entwickelnden Probleme und Gefahren.

## World Ocean Review Band 2: Die Zukunft der Fische – die Fischerei der Zukunft (2013)
Die Bedeutung der Meeresfische bzw. der Fischerei für die Ernährung der Weltbevölkerung wird in insgesamt 5 Kapiteln behandelt. Es wird diversen Fragen nachgegangen, so zum Beispiel: Wie funktionieren marine Ökosysteme? Welche Bedeutung hat das Nahrungsmittel Fisch für den Menschen? Welche Gefahren birgt die stetig wachsende, weltweite Nutzung von Fisch?

## World Ocean Review Band 1: Mit den Meeren leben (2010)
Die erste Ausgabe des World Ocean Review gibt einen Überblick über alle meeresrelevanten Themen.